# Игрунка Марка
Игрунка Марка (лат. Mico marcai) — вид приматов семейства игрунковых. Эндемик Бразилии.

## Классификация
Вид известен только по образцам из типовой местрности в районе реки Рузвельт. Был описан по трём музейным образцам из Национального музея в Рио-де-Жанейро. Ранее включался в состав рода Callithrix, в 2001 году был включён в род Mico. В 2000 году стал описан вид Mico manicorensis, который в 2014 году признали младшим синонимом Mico marcai, поскольку между ними не обнаружено морфологических различий или географических барьеров.

## Описание
Отличается от родственных видов Mico leucippe и Mico argentatus расцветкой мантии, от Mico melanurus отсутствием белых пятен на бёдрах, от Mico emiliae светлой шерстью на конечностях и тёмно-коричневой шерстью на лбу.

## Распространение
Игрунка Марка обитает между реками Мармелос и Арипуанан.